# 二所山田神社
二所山田神社（にしょやまだじんじゃ）は、山口県周南市にある神社である。式内社で、旧社格は郷社。
明治時代に二所神社と山田神社が合併してできた神社で、旧二所神社の祭神は八千矛神・大物主神、旧山田神社の祭神は天照大神・豊受大神である。
当社が設立した月刊新聞社「女子道社」は、日本全国の社寺で授与されるおみくじの約7割を製造している。

## 歴史
二所神社は、旧称を二所大明神といい、社伝によれば昌泰2年（899年）の創建である。弘長2年（1262年）の社録に「二所二俣神社」と記載されており、『延喜式神名帳』に記される「周防国都濃郡 二俣神社」の論社の一社となっている（他に論社が2社ある）。大内氏が元亨元年（1321年）に社房を建立し、毛利氏は御祈祷所に指定している。明治初年には郷社に列格した。
山田神社は、旧称を山田権前社という。伊勢国山田から勧請を受けて創建されたと伝えられ、『文徳実録』元慶2年6月23日条に「周防国正六位上赤田神山田神并授従五位下」と記載される国史見在社である（ただし、この「山田神」については大島郡周防大島町の山田神社も論社となっている）。明治初年には村社に列格した。
明治40年（1907年）に二所神社と山田神社が合併し、現社名になった。
明治時代の当社宮司・宮本重胤は、女性の自立のための全国組織「大日本敬神婦人会」を設立した。明治39年（1906年）にその機関誌『女子道』を発刊し、その資金源としておみくじの製造が開始され、現在は社寺おみくじの占有率70%とトップシェアとなっている。また、おみくじの自動頒布機（自動販売機）を考案したのも同社である。

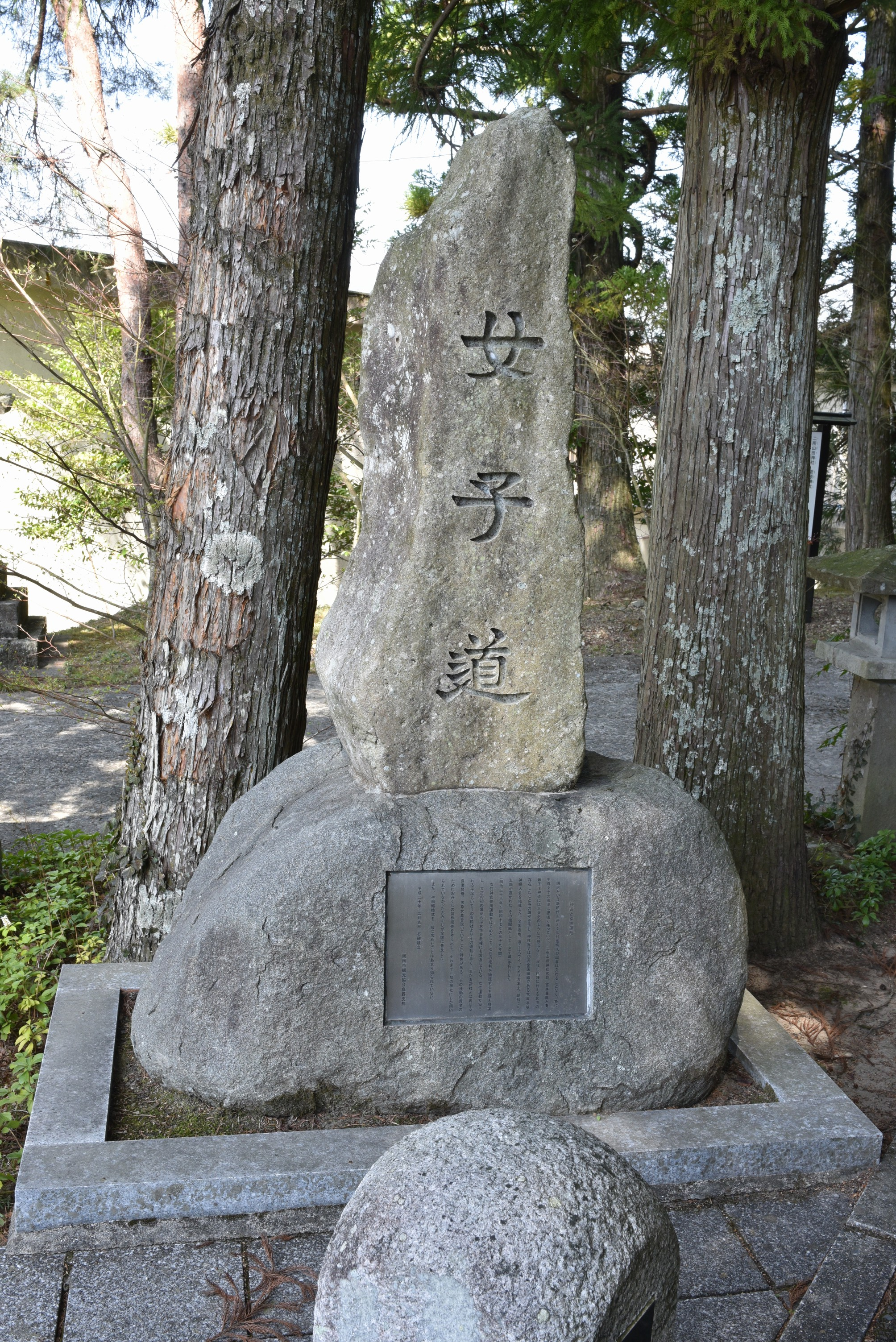
女子道碑
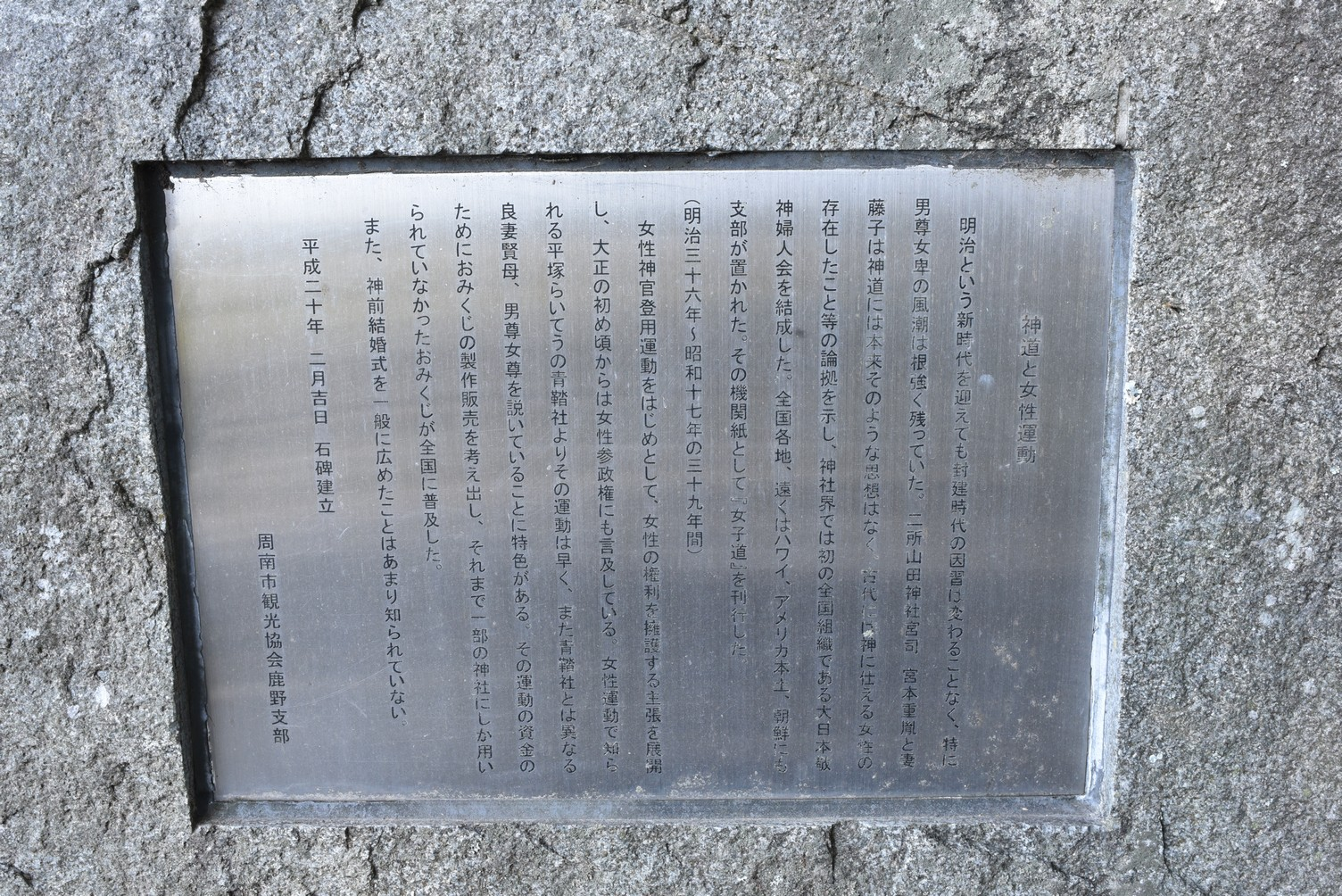
女子道碑の説明文